# Peix bada
El peix bada, serpetó, agulla o serp de la mar (Syngnathus typhle) és una espècie de peix de la família dels singnàtids i de l'ordre dels singnatiformes.
És un peix de clima temperat que viu entre 1-20 m de fondària. Es troba des de Vardø (Noruega), la mar Bàltica i les illes Britàniques fins al Marroc, incloent-hi la Mediterrània, la mar Negra i la mar d'Azov. Els adults poden assolir 35 cm de longitud total. És ovovivípar, fresa a l'estiu i el mascle transporta els ous en una bossa ventral, la qual es troba a sota de la cua. És depredat per Chelidonichthys gurnardus.